# Heinrich Klüver
Heinrich Klüver ( /ˈ k l uː v ər / ; 25 mai 1897 - 8 février 1979) est un psychologue et philosophe biologiste germano-américain né dans le Holstein.

## Biographie
Après avoir servi dans l'armée impériale allemande pendant la Première Guerre mondiale, il étudie à la fois à l'université de Hambourg et à l'université de Berlin de 1920 à 1923. Au cours de la dernière année, il arrive aux États-Unis pour fréquenter l'Université Stanford. Il obtient son doctorat en psychologie physiologique de l'Université Stanford. En 1927, il épouse Cessa Feyerabend et s'installe définitivement aux États-Unis, devenant citoyen américain naturalisé en 1934. Klüver est membre du «groupe central» des pionniers de la cybernétique qui participent aux conférences Macy des années 1940 et 1950. Il collabore le plus souvent et fructueusement avec Paul Bucy et apporte diverses contributions à la neuroanatomie tout au long de sa carrière entre autres le syndrome de Klüver-Bucy.
Ses travaux et ses expériences sur la Mescaline sont également révolutionnaires à l'époque. Il invente le terme "figure de toile d'araignée" dans les années 1920 pour décrire l'une des quatre formes d'hallucinations visuelles géométriques constantes ressenties au début d'un voyage à la mescaline : "Des fils colorés se rejoignant dans un centre tournant, le tout semblable à une toile d'araignée". Les trois autres sont la conception de l'échiquier, le tunnel et la spirale. Klüver écrit que "de nombreuses visions" atypiques "ne sont, après une inspection minutieuse, que des variations de ces constantes de forme".
Klüver est membre élu de l'Académie américaine des arts et des sciences, de l'Académie nationale des sciences des États-Unis et de la Société américaine de philosophie,,.